# Цо (язык)
Цо (также цобо, циббо, цуйи цо, китта, лоцу-пири, пире, пири, фире; англ. tso, tsobo, cibbo, cuyi tsó, kitta, lotsu-piri, pire, piri, fire, tsóbó; самоназвание: nyi tsó) — адамава-убангийский язык, распространённый в восточных районах Нигерии. Входит в состав ветви ваджа-джен подсемьи адамава. Значительные языковые отличия диалекта гузубо (гусубоу) от диалектов бербоу и свабоу, о которых упоминает У. Кляйневиллингхёфер, позволяют, по мнению Р. Бленча, выделить гузубо в самостоятельный язык, отдельный от языка цо.
Численность говорящих — около 16 000 человек (1992).

## Классификация
Согласно классификации, представленной в справочнике языков мира Ethnologue, язык цо вместе с языком дикака (диджим-бвилим) входит в состав подгруппы чам-мона группы ваджа ветви ваджа-джен подсемьи адамава адамава-убангийской семьи.
В классификации Р. Бленча язык цо вместе с языком диджим-бвилим (дикака) образует подгруппу диджим-бвилим, которая включена в группу ваджа подсемьи адамава адамава-убангийской семьи.
В классификации У. Кляйневиллингхёфера, опубликованной в базе данных по языкам мира Glottolog, ветвь языков ваджа-джен (с языком цо в её составе) отнесена к семье гур. Язык цо в рамках этой семьи вместе с подгруппами авак-камо и ядерные тула входят в общность языков тула, которая последовательно включается в следующие языковые объединения: языки тула-ваджа, языки ваджа-джен, языки центральные гур и языки гур. Последние вместе с адамава-убангийскими языками и языками гбайя-манза-нгбака образуют объединение северных вольта-конголезских языков.

## Лингвогеография

### Ареал и численность
Область распространения языка цо размещена в восточной Нигерии на части территории штата Гомбе — в районе Калтунго и на части территории штата Адамава — в районе Ламурде.
Ареал языка цо со всех сторон окружён областью распространения близкородственных адамава-убангийских языков: с севера к ареалу языка цо примыкает ареал языка дадийя, с востока — ареал языка дикака, с юга — ареал языка ква, с запада — ареал языка кьяк.
По данным 1952 года численность носителей языка цо составляла 2000 человек. Согласно сведениям, представленным в справочнике Ethnologue, численность говорящих на языке цо в 1992 году составляла 16 000 человек. По современным оценкам сайта Joshua Project численность носителей этого языка составляет 32 000 человек (2017).

### Социолингвистические сведения
Согласно данным сайта Ethnologue, по степени сохранности язык цо относится к так называемым устойчивым языкам, не имеющим стандартной формы, но активно используемым в устном общении. На этом языке говорят все поколения представителей этнической общности цо, включая младшее. По вероисповеданию представители этнической общности цо являются в основном христианами (74 %), значительная часть цо образует группу мусульман (18 %), часть придерживается традиционных верований (8 %).

### Диалекты
В области распространения языка цо выделяют три диалекта: бербоу, гусубоу и свабоу.